# Sun Wenyan
Sun Wenyan (chiń. 孙文雁; ur. 27 grudnia 1989 w Changsha) – chińska pływaczka synchroniczna, pięciokrotna medalistka olimpijska (Londyn, Rio de Janeiro, Tokio).
W 2012 startowała na letnich igrzyskach olimpijskich w Londynie, biorąc tam udział wyłącznie w konkurencji drużyn. W tej konkurencji Chinka wywalczyła srebrny medal dzięki uzyskanemu rezultatowi 194,01 pkt. W 2016 na letnich igrzyskach olimpijskich, które rozegrano w Rio de Janeiro, wywalczyła kolejne dwa srebrne medale – w konkurencji zarówno duetów (dzięki rezultatowi 192,3688 pkt), jak i drużyn (dzięki uzyskanemu rezultatowi 192,9841 pkt). W 2021 startowała na letnich igrzyskach olimpijskich w Tokio, tam wywalczyła ponownie dwa srebrne medale, w konkurencji duetów (dzięki rezultatowi 192,4499 pkt) i drużyn (dzięki uzyskanemu rezultatowi 193,531 pkt).
Począwszy od 2007 roku, pięciokrotnie startowała w mistrzostwach świata – medale zdobywała na czempionatach w Rzymie (1 srebrny), Szanghaju (3 srebrne i 1 brązowy), Kazaniu (5 srebrnych i 1 brązowy) i Gwangju (5 srebrnych).
W latach 2010–2014 na igrzyskach azjatyckich (Kanton, Incheon) wywalczyła pięć złotych medali.